# Fyren fra nabograven
Fyren fra nabograven (orginaltitel: Grabben i graven bredvid) er en svensk spillefilm fra 2002 instrueret af Kjell Sundvall. Den er baseret på Katarina Mazettis bog af samme navn fra 1998 og har blandt andre Elisabet Carlsson og Michael Nyqvist i hovedrollerne.

## Handling
Landmanden Benny (Michael Nyqvist) møder bibliotekaren Desirée (Elisabet Carlsson) på kirkegården, da han besøger sine afdøde forældre for at plante nye blomster. I graven ved siden af ligger Desirées mand Örjan. Da Desirée glemmer sin hat på bænken, følger Benny efter, men tør ikke at gå ind på biblioteket. Han vender hjem for at malke køerne.

## Medvirkende (i udvalg)
- Elisabet Carlsson som Desirée Wallin
- Michael Nyqvist som Benny Söderström
- Lasse Pettersson som Desirées far
- Rolf Degerlund som Bengt-Göran